# Scrierea dongba
Scrierea/simbolurile dongba (numită/numite și: tomba sau tompa) este un sistem de scriere pictografic folosit de populația dongba care e o subcategorie a populației naxi din sudul Chinei. În limba naxi simbolurile dongba sunt numite ²ss ³dgyu (traducându-se: „înregistrări de lemn”) sau ²lv ³dgyu (traducându-se: „înregistrări de piatră”).